# Michael Everson
Michael Everson, irski jezikoslovec ameriškega rodu in strokovnjak za sisteme pisav, * 9. januar 1963.
Michael Everson je univerzitetno izobrazbo pridobil na Univerzi v Arizoni, kjer je študiral nemški, španski in francoski jezik in na Univerzi v Kaliforniji, Los Angeles. 
Michael Everson je eden avtorjev standarda kodiranja znakov Unicode, spada tudi med izdajatelje standardov ISO/IEC 10646, ISO 15924 in RFC3066. Trenutno je Everson vodja projekta ISO TC46/WG3, v okviru katerega se postavljajo standardi transkripcij. Everson je tudi urednik in irski nacionalni predstavnik v odboru ISO/IEC JTC1/SC2/WG2, ki je odgovoren za razvoj standarda Universal Character Set. 
Za svoje prispevke na področju razvoja in širjenja standarda Unicode je leta 2000 dobil nagrado Unicode „Bulldog“. 